# Tahar El Khalej
Tahar El Khalej (arab. طهر الخالج; ur. 16 czerwca 1968 w Marrakeszu) – marokański piłkarz grający na pozycji obrońcy.
Grał w Kawkab Marrakesz (1990-1994), União Leiria (1994-1996), SL Benfica (1996-2000), Southampton (2000-2003) i Charlton Athletic (2003).
Z reprezentacją Maroka wystąpił na Mistrzostwach Świata 1994 i Mistrzostwach Świata 1998.